# Марко Вавић
Марко Вавић (Лос Анђелес, 25. април 1999) амерички је ватерполиста. Учествовао је на Летњим олимпијским играма 2020 и Летњим олимпијским играма 2024.